# Fernando Díaz de la Guardia
Fernando Miguel Díaz de la Guardia y López (Granada, España, 14 de noviembre de 1972) es un periodista español.

## Biografía
Licenciado en Filosofía y Letras en Geografía e Historia, en la especialidad de Historia Contemporánea por la Universidad de Granada.
Su carrera profesional comenzó en Radio Granada Cadena Ser conduciendo los boletines informativos de deportes de Radio Minuto Granada. A los 17 años debutó a nivel nacional en Carrusel deportivo para la conexión de los partidos de baloncesto del Club Deportivo Oximesa. Posteriormente presentó la edición provincial de Carrusel deportivo y de Hora 14 Granada. Durante esos años colaboró como corresponsal de deportes en Granada de los medios escritos As, Diario 16, ABC y durante 1999 se encargó de la corresponsalía de deportes de El Mundo. 
Recibió el reconocimiento de la Federación Granadina de Fútbol en 1997 y de la Federación Andaluza de Balonmano en 1999. También fue locutor de M80 Radio y colaboró con Los 40 Principales durante el festival "Womad 95" que encabezó Van Morrison. Presentó el acto multitudinario de la visita a Granada del popular grupo internacional Spice Girls y su encuentro con miles de fans en la Plaza del Carmen frente al Ayuntamiento de Granada el 7 de octubre de 1997. También introdujo la conferencia del astronauta Pedro Duque y los siete tripulantes que participaron en la misión de la NASA a bordo del transbordador Discovery y que se dirigieron a cientos de espectadores en el Palacio de Congresos de Granada, el 12 de enero de 1999.
Fue nombrado redactor jefe de Localia Televisión Granada en 2000 y condujo la segunda edición de informativos y el informativo de cierre. Participó en dispositivos electorales y en el especial informativo por el atentado contra Luis Portero, fiscal jefe de Andalucía asesinado por ETA el 9 de octubre de 2000. El 31 de diciembre de 2000 presentó la gala de fin de año de Localia Televisión Granada junto a Marisi Ruiz. 
A principios de 2001 recibió la propuesta de Localia para incorporarse en Madrid a sus informativos nacionales pero optó por la oferta de la RTVA. Debutó en la televisión pública andaluza como presentador de deportes de los informativos de fin de semana el 3 de marzo de 2001, donde se mantuvo hasta 2006. También participó en la retransmisión de los Juegos del Mediterráneo de Almería de 2005. 
En septiembre de 2006 presentó La entrevista y posteriormente los informativos Buenos días, Andalucía y Noticias 3 de la televisión pública andaluza.
Durante 2008 editó el diario matinal Primera hora y participó en varios especiales informativos como 11-M: el juicio, Elecciones generales 2008 y Obama a la Casa Blanca. 
De 2009 a 2012 dirigió y presentó la edición de fin de semana de Andalucía directo y presentó además la retransmisión de Semana Santa, que el 21 de abril de 2011 estableció el dato récord de audiencia del programa durante ese año con un 20% de media. Y también condujo monográficos de sucesos muy mediáticos como el Caso Bretón.
Entre 2012 y 2013 fue presentador y coeditor de Más que noticias, magacín informativo de sobremesa que ofrecía contenidos relacionadas con el consumo y la cultura. Solía incluir un cierre musical en directo. El 16 de abril de 2013 condujo en prime time junto a Inmaculada Casal, el especial informativo Pantoja, Muñoz, Zaldívar: la sentencia.
Desde septiembre de 2013 hasta junio de 2014 condujo el programa de solidaridad y denuncia ciudadana Tiene arreglo y su continuación denominada La mañana Tiene arreglo entre septiembre y diciembre de 2014. La emisión alcanzaba las tres horas y media en directo. También presentó el programa Fin de año 2013 junto a la cantaora Marina Heredia y la retransmisión de las Campanadas de fin de año con la presentadora Carolina Martín. 
Presentó en el prime time de Canal Sur Televisión el programa de sorpresas Cerca de ti en ausencia de su presentadora habitual, la cantante Merche, el 6 de noviembre de 2013 y el 8 de enero de 2014. Fue el prescriptor de la campaña solidaria de Gallina Blanca en Canal Sur Televisión a beneficio del banco de alimentos. Fue el invitado protagonista del programa Este es mi pueblo en Salobreña que se emitió el 29 de octubre de 2013. Protagonizó un reportaje del programa de humor El gran Queo en Canal Sur Televisión emitido en agosto de 2014. Y participó como invitado en los programas de Canal Sur Televisión, Menuda noche y La báscula.
En 2015 dirigió y presentó el programa de actualidad y denuncia ciudadana A diario que mantuvo sus emisiones en directo durante todo el año sin interrumpirse en verano y fue el invitado del programa de Canal Sur Televisión, Sí, quiero emitido el 26 de junio.
Entre 2016 y 2017 dirigió y presentó el espacio de actualidad general, información deportiva y meteorológica Noticias Mediodía, magacín informativo que se emitió de lunes a viernes en Canal Sur Televisión con diferentes duraciones, cambios en su ubicación en parrilla y hasta en su denominación (comenzó llamándose "Tiempo extra"). Durante esa etapa condujo en directo desde el lugar de los acontecimientos los especiales informativos sobre las trágicas inundaciones de Cártama (Málaga) o sobre el incendio forestal de Doñana desde Almonte (Huelva). También retransmitió la ceremonia de inauguración del Museo de la Aduana de Málaga, la inauguración del Campeonato del Mundo de Snowboard y Freestyle Ski "Sierra Nevada 2017" con un programa especial desde el Mirador de San Nicolás de Granada así como la ceremonia de entrega de las Medallas de Andalucía y las distinciones a los Hijos Predilectos de Andalucía con motivo del Día de Andalucía desde el Teatro de la Maestranza de Sevilla y los actos del 25 aniversario de la Exposición Universal de "Sevilla 92" desde los exteriores de la RTVA en la Isla de la Cartuja. Condujo la entrega simbólica a la ciudad de Granada del premio a la "Ciudad más bonita de España" tras el recuento de votos publicado por el portal de turismo nacional "Sitios de España". El acto tuvo lugar el 17 de marzo de 2017 en el mirador del Auditorio Manuel de Falla con la presencia del alcalde Francisco Cuenca. Durante esta etapa participó como invitado en el programa de Canal Sur Televisión, ¿Y tú qué opinas? para entrevistar junto a Mariló Maldonado a Pablo Pineda el 2 de marzo de 2016. Protagonizó un reportaje / entrevista en el programa de Canal Sur Televisión Vaya tela, presentado por Mar Vega, el 13 de octubre de 2016. Fue el invitado del programa de Canal Sur Televisión Este es mi pueblo dedicado a Gualchos-Castell de Ferro, presentado por Rafael Cremades y emitido el 25 de junio de 2017. Y dirigió y presentó la retransmisión de la Semana Santa en Granada a través de Canal Sur Radio.
Durante el verano de 2017 aceptó la propuesta de Televisión Española para incorporarse a su magacín matinal, pidiendo una excedencia en RTVA. Desde el 18 de septiembre de 2017 a agosto de 2018 fue el copresentador de actualidad de La mañana en Televisión Española, que conducía María Casado entonces con Jota Abril en la parte de entretenimiento. Condujo el programa durante la semana del 2 al 5 de enero y el 1 de mayo. Participó como invitado en el programa Desaparecidos el 8 de marzo de 2018. Fue entrevistado en la revista TP el 8 de abril. En agosto de 2018 se le ofreció una sección en La mañana que declinó para aceptar la propuesta de Canal Sur Televisión de dirigir y presentar su nuevo magacín matinal.   
Desde el 8 de octubre de 2018 al 28 de junio de 2019 dirigió y presentó con Inés Porro, Vaya mañana. El 31 de diciembre condujo la retransmisión de las Campanadas de fin de año junto a Eva Ruiz desde la Plaza del Carmen de Granada. También presentó con Victoria Romero la gala del Día de Andalucía 2020 desde el Teatro del Soho. Un año antes participó en la gala del 30 aniversario de Canal Sur Televisión emitida el 28 de febrero de 2019. Fue prescriptor y locutor de las campañas solidarias de Ayuda en Acción y condujo la multitudinaria fiesta del ascenso del Granada CF a Primera División celebrada el 5 de junio de 2019.
Entre el 7 de octubre de 2019 y el 23 de junio de 2023 dirige y presenta Hoy en día en Canal Sur Televisión, el magacín matinal diario de la cadena que dura tres horas en directo (180 minutos). Fue la sexta temporada en dos etapas distintas que Canal Sur Televisión le encargó su programa más largo de la franja matinal desde 2013. 
En septiembre de 2023 pide una excedencia en RTVA para copresentar junto a la periodista Verónica Dulanto, la nueva temporada de la versión diaria del programa Cuatro al día en Cuatro. 
El 6 de enero de 2024 sufrió una parálisis facial de origen vírico diagnosticada como Síndrome de Ramsay Hunt que le obligó a retirarse de la televisión. Mientras estaba de baja, el programa que presentaba finalizó sus emisiones. Posteriormente se presentó al Proceso Selectivo Extraordinario de Estabilización de la RTVA para obtener una plaza fija en la radiotelevisión pública andaluza. Consiguió una plaza como redactor de Canal Sur Radio y Televisión en el centro territorial de Sevilla. Desde otoño de 2024 es editor de los Servicios Informativos de Canal Sur Televisión con distintos cometidos como editar el programa Andalucía de tarde presentado por Inmaculada Casal. El 22 de noviembre de 2024 arrancó su nuevo proyecto, las charlas motivacionales IMBATIBLES, en el Auditorio de Caja Rural de Granada donde se colgó el cartel de "no hay entradas". IMBATIBLES es un intercambio de experiencias mediante las entrevistas que conduce Fernando, que además cuenta su propio caso y comparte las herramientas emocionales que empleó para enfrentarse a la parálisis facial. Los primeros invitados de IMBATIBLES fueron Irene Villa, Pablo Pineda y el paralímpico José Manuel Ruiz Reyes.  
| Canciones para el verano Artistas: Los Ángeles, Los Inhumanos, Antonio Vega, Los Rebeldes, El Norte, La Frontera, Chenoa, Jeanette, Los Diablos, Fórmula V, Javi Cantero, Sergio Dalma, Joan Manuel Serrat, El Canto del Loco, El Príncipe Gitano, José Mercé, Georgie Dann, Amistades Peligrosas, Luz Casal, Azúcar Moreno, Peret, Mike Kennedy, Los Mismos, Gloria Lasso, No me pises que llevo chanclas, Azuquita, Los Pecos, Boney M, Gibson Brothers, Al Bano, Manolo Otero, Kaoma, The Refrescos, Cómplices, Los Centellas, Adamo, Bonita, Sergio y Estíbaliz, Mari Trini, Rita Pavone, Karina, Alejandro Sanz, Los Sirex, Luis Aguilé, David Bustamante, Andy y Lucas, Orquesta Topolino, Jimmy Fontana, Los Pop-Tops, Conchita Bautista, Los Mustang, Encarnita Polo, Los Amaya, David Bibal, Niña Pastori, Marián Conde, Triana Pura, Las Grecas, Los Marismeños, Patricia Manterola, Paulina Rubio, Nuria Fergó, Dover, Los 3 sudamericanos, Son de Sol, Diego el Cigala y Bebo Valdés, Merche, Blanca Binky y Los del Río. 

### Presentador de actos
- Es presentador habitual de actos públicos como el Premio Ciencias de la Salud de la Fundación Caja Rural de Granada.
- Presentó durante años los Premios del Deporte Andaluz que concede la Federación de Periodistas Deportivos de Andalucía.
- Segunda edición de los premios nacionales de la Fundación QSD Global (Madrid, 2018).
- Gala nacional de los "Encuentros Heineken" (Sevilla, 2017).
- Ceremonia de inauguración de la Universidad (Granada, 2015).
- El día de la provincia (Sevilla, 2012).
- Campaña de verano de Turismo Andaluz (Marbella, 2012).
- Presentación de la candidatura de Granada a la Universidad (Bruselas, 2009).
- Proyecto Guadalquivir (Sevilla, 2009).
- Reconocido seguidor del Granada C.F., condujo el acto de presentación de la plantilla en 2009 y la fiesta del ascenso a Segunda A (2010) junto a la cantante Rosa López. En septiembre de 2011 organizó la exposición del 80 aniversario del Granada C.F. junto a los socios Antonio Lasso, Rafael Doña y el periodista Justo Ruiz en el centro cultural CajaGranada Fundación. La muestra duró 24 días (del 6 al 30 de septiembre de 2011) y acumuló 25.000 visitas aproximadamente. En 2023 condujo el multitudinario acto de presentación de las nuevas camisetas del club desde la Plaza Nueva de Granada ante cientos de aficionados.

### Pregones
- Pregón de la Semana Santa de Granada (2021).
- Pregón de la Patrona de Granada (La Virgen de las Angustias) (2019).
- Pregón de las fiestas del barrio del Zaidín-Vergeles (2019).
- Pregón de Navidad de Santa Fe (2018).
- Pregón de la Semana Santa de Salobreña (2018).
- Pregón del "Casetero" de la feria del Corpus de Granada (2017).
- Pregón de la fiesta del Mosto de Colmenar (Málaga, 2016).
- Pregón del Día de la Pasa de El Borge (Málaga, 2016).
- Pregón de la fiesta de los Chiscos de Torvizón (Granada, 2016).
- Pregón de las fiestas de Salobreña (2015).
- Pregón de la cofradía de Nuestro Padre Jesús de la Pasión y María Santísima de la Estrella de Granada (2014).
- Pregón de la fiesta del vino de Alhama de Granada (2014).
- Pregón presentación del cartel de la Coronación Canónica de la Virgen de las Nieves de Las Gabias (2014)
- Pregón de la feria de Las Gabias (2013)
- Pregón de la hermandad de Rocío de Granada (2012).
- Pregón de la hermandad de la Virgen de la Cabeza de Motril (2012).
- Pregón de la feria de Motril (2010).

### Christiania
Fue el cantante del grupo 'Christiania' con el que grabó los discos 'Rick's cafe' (Big Bang, 1994) y 'En el circo del aire' (Big Bang, 1997). La banda se separó en 1999 después de haber ofrecido un centenar de conciertos durante sus ocho años de actividad.

## Reconocimientos
- Premio especial al mejor trabajo de investigación periodística de la Asociación de la Prensa de Granada (2006) por la biografía "Los Ángeles: una leyenda del pop español".
- Premio "Imagen" de Granada (2006).

- Embajador de honor de Granada, Ayuntamiento de Granada (2011).
- La revista cultural Garnata lo seleccionó como uno de los "Cien líderes de la Granada del siglo XXI". Recibió el reconocimiento el 16 de mayo de 2011.
- Premio de "Comunicación y difusión en valores" de la Hermandad Gitana de Málaga (2014).
- Padrino de honor junto al periodista Jesús Quintero de la graduación de la escuela de comunicación ESCO Granada para la XI Promoción de Comunicación y III de Marketing-ADE el 25 de junio de 2015.
- "La viña de oro" de Torvizcón (2015).
- Premio "Gente de Arte" de Sevilla (2016).
- "Níspola de Oro" de Otívar (2016).
- Premio Nacional de Periodismo de la fundación QSD Global (2017) en la categoría de medio de comunicación autonómico (Canal Sur) por su trabajo informativo en diferentes casos de desaparición de personas.
- "Embajador del Aceite DOP Poniente de Granada" (2017).
- Premio "30 años de Tele Motril" el 10 de diciembre de 2021.
- Ha sido designado para encarnar al rey Melchor durante la Cabalgata de Reyes de Granada el 5 de enero de 2023.
- Premio "Pasión por la Música" en la Segunda Edición de los Premios Bluescazorla el 20 de abril de 2023.

## Libros publicados
- Los Ángeles. Una leyenda del pop español, (Ramalama, 2006)[8][9] ISBN 8493430773.
  - Distinguido con el premio especial al mejor trabajo de investigación periodística por la Asociación de la Prensa de Granada.[10] El libro incluye un DVD realizado por Alejandro Pérez con testimonios de otros artistas de los sesenta y los setenta del siglo XX que revolucionaron la España musical de la época. Como curiosidad, el libro se puede consultar en importantes centros culturales como la Biblioteca Nacional de España o la Biblioteca del Congreso de Estados Unidos en Washington D. C.[11]

- Participó con un artículo en el libro homenaje a Juan Bustos Ayer y siempre, editado por la Asociación de la Prensa y la Diputación de Granada en 2008. Y en la reedición del libro En cada lamento que se hace canción. Una interpretación de las letras de José Ignacio Lapido, escrito por Jordi Vadell y publicado en 2018.
- Ha prologado el texto que acompaña al primer disco en solitario de Popi González, Sentado en el filo del mundo, y el libro El Granada de Diego, dedicado al exentrenador del Granada C. F. Diego Martínez, y escrito por el periodista Javier Aguilera.

## Vida personal
Está casado con la reportera Lucía Gómez. Tienen dos hijos, Lucía y Fernando.